# Karen Forkel
Karen Forkel (ur. 24 września 1970 w Wolfen) – niemiecka lekkoatletka specjalizująca się w rzucie oszczepem, która w pierwszych latach kariery broniła barw NRD.
Dwukrotnie startowała na igrzyskach olimpijskich – Barcelona 1992 (brązowy medal) oraz Atlanta 1996 (6. miejsce). Pierwsze sukcesy odnosiła na imprezach juniorskich zdobywając medale w tej kategorii wiekowej. Wicemistrzyni świata ze Stuttgartu (1993) oraz dwukrotna medalistka mistrzostw Europy. Wielokrotna reprezentantka Niemiec m.in. w pucharze Europy. Rekord życiowy: nowy model oszczepu - 62,35 (7 lipca 2000, Ratyzbona); stary model - 70,20 (1991).

## Osiągnięcia
| Rok  | Impreza                     | Miejsce    | Lokata            | Wynik               |
| ---- | --------------------------- | ---------- | ----------------- | ------------------- |
| 1987 | Mistrzostwa Europy juniorów | Birmingham | 3. miejsce        | 57,00               |
| 1988 | Mistrzostwa świata juniorów | Sudbury    | 1. miejsce        | 61,44               |
| 1989 | Mistrzostwa Europy juniorów | Varaždin   | 1. miejsce        | 70,12               |
| 1990 | Mistrzostwa Europy          | Split      | 2. miejsce        | 67,56               |
| 1991 | Mistrzostwa świata          | Tokio      | 12. miejsce       | 57,90 (el. – 68,14) |
| 1992 | Igrzyska olimpijskie        | Barcelona  | 3. miejsce        | 66,86               |
| 1993 | Superliga pucharu Europy    | Rzym       | 2. miejsce        | 61,92               |
| 1993 | Mistrzostwa świata          | Stuttgart  | 2. miejsce        | 65,80               |
| 1994 | Superliga pucharu Europy    | Birmingham | 2. miejsce        | 65,58               |
| 1994 | Mistrzostwa Europy          | Helsinki   | 2. miejsce        | 66,10               |
| 1994 | Puchar świata               | Londyn     | 3. miejsce        | 61,26               |
| 1994 | Finał Grand Prix IAAF       | Paryż      | 5. miejsce        | 62,80               |
| 1996 | Igrzyska olimpijskie        | Atlanta    | 6. miejsce        | 64,18               |
| 1997 | Uniwersjada                 | Sycylia    | 3. miejsce        | 60,70               |
| 1997 | Mistrzostwa świata          | Ateny      | el. - 14. miejsce | 60,70               |
| 1999 | Mistrzostwa świata          | Sewilla    | 12. miejsce       | 54,65 (el. – 60,40) |
| 2000 | Superliga pucharu Europy    | Gateshead  | 6. miejsce        | 52,89               |